# Giro d’Italia 2023/20. Etappe
Die 20. Etappe des Giro d’Italia 2023 fand am 27. Mai 2023 statt und wurde im Rahmen eines Bergzeitfahrens ausgetragen. Die letzte entscheidende Etappe der 106. Austragung des italienischen Etappenrennens führte von Tarvis über 18,6 Kilometer auf den Monte Lussari und endete auf einer Höhe von 1766 Metern. Nach der Etappe hatten die Fahrer insgesamt 3347,2 Kilometer zurückgelegt, was 96,3 % der Gesamtdistanz entsprach. Die Organisatoren der Rundfahrt bewerteten die Schwierigkeit der Etappe mit fünf von fünf Sternen.

## Streckenverlauf
Das Zeitfahren wurde in Tarvis auf dem Piazza Unità neben der Chiesa dei Santi Pietro e Paolo gestartet. Bereits nach einem Kilometer bogen die Fahrer auf den Alpe Adria Radweg ab, dem sie nun bis zum Kilometer sechs folgten. Im Anschluss bogen die Fahrer links ab und gelangten nach Valbruna, ehe nach 11,1 Kilometern der Anstieg des Monte Lussari (1766 m) nach der Überquerung der Ponte Torrente Saisera begann. Die erste Zwischenzeit wurde beim Kilometer 10,8 am Fuße der Steigung genommen.
Die schmale Straße auf den Monte Lussari war 7,3 Kilometer lang und wies eine durchschnittliche Steigung von 12,1 % auf. Auf den ersten viereinhalb Kilometern lag die Steigung im Schnitt bei über 15 % wobei Passagen von bis zu 22 % erreicht wurden. Im Anschluss flachte die Straße für knapp 500 Meter ab, ehe ein halber Kilometer mit zwei Rampen von über 20 % folgte. Kurz vor dem Ziel führte eine kurze Anfahrt zu einer technischen Kurvenkombination, ehe die letzten Meter erneut bergauf zum Ziel führten, das sich neben der Bergstation des Skilifts befand. Bei den Kilometermarken 14,3 und 17,8 wurden zwei weitere Zwischenzeiten genommen. Der Schlussanstieg war als Bergwertung der 1. Kategorie klassifiziert.
|                            | Ort           | Kilometer | Länge (km) | Höhe (m) | Ø Steigung | max. Steigung |
| -------------------------- | ------------- | --------- | ---------- | -------- | ---------- | ------------- |
| Start                      | Tarvis        | 0         |            |          |            |               |
| Zwischenzeit               | #1            | 10,8      |            |          |            |               |
| Zwischenzeit               | #2            | 14,3      |            |          |            |               |
| Zwischenzeit               | #3            | 17,8      |            |          |            |               |
| Bergwertung (1. Kategorie) | Monte Lussari | 18,6      | 7,3        | 1766     | 12,1 %     | 22 %          |
| Ziel                       | Monte Lussari | 18,6      |            |          |            |               |

## Rennverlauf
Das Bergzeitfahren der 20. Etappe wurde von dem Italiener Nicolas Dalla Valle (Team Corratec-Selle Italia) eröffnet. Nach dem ersten Startblock (45 Fahrer) lag der Franzose Thibault Guernalac (Groupama-FDJ) mit einer Zeit von 48 Minuten und 35 Sekunden in Führung, was einer Durchschnittsgeschwindigkeit von 22,9 km/h entspricht. Bekannte Fahrer des ersten Startblocks waren die Sprinter Mark Cavendish (Astana Qazaqstan Team), Fernando Gaviria (Movistar Team), Pascal Ackermann (UAE Team Emirates) und Jonathan Milan (Bahrain Victorious), der die Punktewertung anführte. Im zweiten Startblock setzte zunächst Will Barta (Movistar) eine neue Bestzeit, ehe er von Thomas Champion (Cofidis) auf den zweiten Platz verdrängt wurde. Kurz darauf verbesserte Matthew Riccitello (Israel-Premier Tech) die Bestzeit erneut. Der US-Amerikaner lag im Flachstück zwar noch zurück, absolvierte die steile Auffahrt zum Monte Lussari jedoch über eineinhalb Minuten schneller als alle vorherigen Starter.
Im dritten Startblock waren es zunächst die Bergfahrer Jay Vine, Brandon McNulty (beide UAE Team Emirates) und Sepp Kuss (Jumbo-Visma), die neue Bestzeit fuhren. Bei den Top-10-Fahrern schafften es Thymen Arensman (Ineos Grenadiers), Thibaut Pinot (Groupama-FDJ) und Damiano Caruso (Bahrain Victorious), die Zeiten der vorangegangenen Fahrer erneut zu unterbieten. João Almeida (UAE Team Emirates) ging als drittletzter Fahrer ins Rennen. Der Führende der Nachwuchswertung unterbot die Zeit von Damiano Caruso um 13 Sekunden und setzte mit 45 Minuten und fünf Sekunden eine neue Bestmarke. Nach dem Portugiesen war Primož Roglič (Jumbo-Visma) ins Rennen gegangen, der bei allen Zwischenzeiten eine neue Bestzeit fuhr, die selbst der gesamtführende Geraint Thomas (Ineos Grenadiers) nicht unterbieten konnte. Zudem machte Primož Roglič mehr und mehr Zeit auf den Briten gut und kam dichter an das Rosa Trikot heran. Kurz nach der zweiten Zwischenzeit, rund drei Kilometer vor dem Ziel hatte der Slowene jedoch einen technischen Defekt, welchen er jedoch beheben konnte. Trotz des Zeitverlusts fuhr Primoz Roglic mit 44 Minuten und 23 Sekunden eine neue Bestzeit, was einer durchschnittlichen Geschwindigkeit von über 25 km/h entsprach. Geraint Thomas erreichte das Ziel mit einem Rückstand von 40 Sekunden, wodurch er das Rosa Trikot einen Tag vor dem Abschluss der Rundfahrt um 14 Sekunden verlor.
In der Gesamtwertung übernahm Primož Roglič die Führung von Geraint Thomas. Auf dem dritten Platz blieb João Almeida mit einem Rückstand von einer Minute und 15 Sekunden. Der Portugiese blieb somit auch in der Nachwuchswertung vorn. Thibaut Pinot fuhr die viertschnellste Zeit am Monte Lussari und gewann somit rein rechnerisch die Bergwertung. Jonathan Milan absolvierte die Strecke im vorgegebenen Zeitlimit und liegt einen Tag vor Rom uneinholbar auch dem ersten Platz der Punktewertung. Sein Team Bahrain Victorious führt weiterhin die Mannschaftswertung an.

## Ergebnis
| \| Etappenergebnis \| Etappenergebnis \| Etappenergebnis \| Etappenergebnis \| Etappenergebnis \| \| Fahrer \| Fahrer \| Land \| Team \| Zeit \| \| --------------- \| ------------------ \| ---------------------- \| ------------------ \| --------------- \| \| 1. \| Primož Roglič \| Slowenien \| Jumbo-Visma \| 44 min 23 s \| \| 2. \| Geraint Thomas \| Vereinigtes Königreich \| Ineos Grenadiers \| + 40 s \| \| 3. \| João Almeida \| Portugal \| UAE Team Emirates \| + 42 s \| \| 4. \| Damiano Caruso \| Italien \| Bahrain Victorious \| + 55 s \| \| 5. \| Thibaut Pinot \| Frankreich \| Groupama-FDJ \| + 59 s \| \| 6. \| Sepp Kuss \| Vereinigte Staaten \| Jumbo-Visma \| + 1 min 05 s \| \| 7. \| Brandon McNulty \| Vereinigte Staaten \| UAE Team Emirates \| + 1 min 07 s \| \| 8. \| Thymen Arensman \| Niederlande \| Ineos Grenadiers \| + 1 min 18 s \| \| 9. \| Andreas Leknessund \| Norwegen \| Team DSM \| + 1 min 49 s \| \| 10. \| Jay Vine \| Australien \| UAE Team Emirates \| + 1 min 53 s \| |                    |                        |                    |              |
| |                    |                        |                    |              |
| Quelle: ProCyclingStats |                    |                        |                    |              |
| Etappenergebnis |                    |                        |                    |              |
| Fahrer | Fahrer             | Land                   | Team               | Zeit         |
| 1. | Primož Roglič      | Slowenien              | Jumbo-Visma        | 44 min 23 s  |
| 2. | Geraint Thomas     | Vereinigtes Königreich | Ineos Grenadiers   | + 40 s       |
| 3. | João Almeida       | Portugal               | UAE Team Emirates  | + 42 s       |
| 4. | Damiano Caruso     | Italien                | Bahrain Victorious | + 55 s       |
| 5. | Thibaut Pinot      | Frankreich             | Groupama-FDJ       | + 59 s       |
| 6. | Sepp Kuss          | Vereinigte Staaten     | Jumbo-Visma        | + 1 min 05 s |
| 7. | Brandon McNulty    | Vereinigte Staaten     | UAE Team Emirates  | + 1 min 07 s |
| 8. | Thymen Arensman    | Niederlande            | Ineos Grenadiers   | + 1 min 18 s |
| 9. | Andreas Leknessund | Norwegen               | Team DSM           | + 1 min 49 s |
| 10. | Jay Vine           | Australien             | UAE Team Emirates  | + 1 min 53 s |

## Gesamtstände
| \| Gesamtwertung \| Gesamtwertung \| Gesamtwertung \| Gesamtwertung \| Gesamtwertung \| \| Fahrer \| Fahrer \| Land \| Team \| Zeit \| \| ------------- \| ------------------ \| ---------------------- \| ------------------ \| ---------------- \| \| 1. \| Primož Roglič \| Slowenien \| Jumbo-Visma \| 82 h 40 min 36 s \| \| 2. \| Geraint Thomas \| Vereinigtes Königreich \| Ineos Grenadiers \| + 14 s \| \| 3. \| João Almeida \| Portugal \| UAE Team Emirates \| + 1 min 15 s \| \| 4. \| Damiano Caruso \| Italien \| Bahrain Victorious \| + 4 min 40 s \| \| 5. \| Thibaut Pinot \| Frankreich \| Groupama-FDJ \| + 5 min 43 s \| \| 6. \| Thymen Arensman \| Niederlande \| Ineos Grenadiers \| + 6 min 05 s \| \| 7. \| Eddie Dunbar \| Irland \| Team Jayco AlUla \| + 7 min 30 s \| \| 8. \| Andreas Leknessund \| Norwegen \| Team DSM \| + 7 min 31 s \| \| 9. \| Lennard Kämna \| Deutschland \| Bora-Hansgrohe \| + 7 min 46 s \| \| 10. \| Laurens De Plus \| Belgien \| Ineos Grenadiers \| + 9 min 08 s \| |                    |                        |                    |                  |
| |                    |                        |                    |                  |
| Quelle: ProCyclingStats |                    |                        |                    |                  |
| Gesamtwertung |                    |                        |                    |                  |
| Fahrer | Fahrer             | Land                   | Team               | Zeit             |
| 1. | Primož Roglič      | Slowenien              | Jumbo-Visma        | 82 h 40 min 36 s |
| 2. | Geraint Thomas     | Vereinigtes Königreich | Ineos Grenadiers   | + 14 s           |
| 3. | João Almeida       | Portugal               | UAE Team Emirates  | + 1 min 15 s     |
| 4. | Damiano Caruso     | Italien                | Bahrain Victorious | + 4 min 40 s     |
| 5. | Thibaut Pinot      | Frankreich             | Groupama-FDJ       | + 5 min 43 s     |
| 6. | Thymen Arensman    | Niederlande            | Ineos Grenadiers   | + 6 min 05 s     |
| 7. | Eddie Dunbar       | Irland                 | Team Jayco AlUla   | + 7 min 30 s     |
| 8. | Andreas Leknessund | Norwegen               | Team DSM           | + 7 min 31 s     |
| 9. | Lennard Kämna      | Deutschland            | Bora-Hansgrohe     | + 7 min 46 s     |
| 10. | Laurens De Plus    | Belgien                | Ineos Grenadiers   | + 9 min 08 s     |

| Punktewertung | Punktewertung       | Punktewertung          | Punktewertung         | Punktewertung |
| Fahrer        | Fahrer              | Land                   | Team                  | Punkte        |
| ------------- | ------------------- | ---------------------- | --------------------- | ------------- |
| 1.            | Jonathan Milan      | Italien                | Bahrain Victorious    | 215 P.        |
| 2.            | Derek Gee           | Kanada                 | Israel-Premier Tech   | 160 P.        |
| 3.            | Pascal Ackermann    | Deutschland            | UAE Team Emirates     | 95 P.         |
| 4.            | Michael Matthews    | Australien             | Team Jayco AlUla      | 93 P.         |
| 5.            | Toms Skujiņš        | Lettland               | Trek-Segafredo        | 79 P.         |
| 6.            | Nico Denz           | Deutschland            | Bora-Hansgrohe        | 77 P.         |
| 7.            | Magnus Cort Nielsen | Dänemark               | EF Education-EasyPost | 68 P.         |
| 8.            | Primož Roglič       | Slowenien              | Jumbo-Visma           | 56 P.         |
| 9.            | Marius Mayrhofer    | Deutschland            | Team DSM              | 53 P.         |
| 10.           | Geraint Thomas      | Vereinigtes Königreich | Ineos Grenadiers      | 53 P.         |

| Bergwertung | Bergwertung            | Bergwertung | Bergwertung                        | Bergwertung |
| Fahrer      | Fahrer                 | Land        | Team                               | Punkte      |
| ----------- | ---------------------- | ----------- | ---------------------------------- | ----------- |
| 1.          | Thibaut Pinot          | Frankreich  | Groupama-FDJ                       | 237 P.      |
| 2.          | Derek Gee              | Kanada      | Israel-Premier Tech                | 200 P.      |
| 3.          | Ben Healy              | Irland      | EF Education-EasyPost              | 164 P.      |
| 4.          | Davide Bais            | Italien     | Eolo-Kometa                        | 144 P.      |
| 5.          | Einer Rubio            | Kolumbien   | Movistar Team                      | 118 P.      |
| 6.          | Primož Roglič          | Slowenien   | Jumbo-Visma                        | 86 P.       |
| 7.          | Santiago Buitrago      | Kolumbien   | Bahrain Victorious                 | 82 P.       |
| 8.          | Davide Gabburo         | Italien     | Green Project-Bardiani CSF-Faizanè | 69 P.       |
| 9.          | João Almeida           | Portugal    | UAE Team Emirates                  | 67 P.       |
| 10.         | Aurélien Paret-Peintre | Frankreich  | AG2R Citroën Team                  | 56 P.       |

| Nachwuchswertung | Nachwuchswertung   | Nachwuchswertung   | Nachwuchswertung         | Nachwuchswertung  |
| Fahrer           | Fahrer             | Land               | Team                     | Zeit              |
| ---------------- | ------------------ | ------------------ | ------------------------ | ----------------- |
| 1.               | João Almeida       | Portugal           | UAE Team Emirates        | 82 h 41 min 51 s  |
| 2.               | Thymen Arensman    | Niederlande        | Ineos Grenadiers         | + 4 min 50 s      |
| 3.               | Andreas Leknessund | Norwegen           | Team DSM                 | + 6 min 16 s      |
| 4.               | Einer Rubio        | Kolumbien          | Movistar Team            | + 9 min 28 s      |
| 5.               | Ilan Van Wilder    | Belgien            | Soudal Quick-Step        | + 10 min 43 s     |
| 6.               | Santiago Buitrago  | Kolumbien          | Bahrain Victorious       | + 11 min 06 s     |
| 7.               | Filippo Zana       | Italien            | Team Jayco AlUla         | + 32 min 07 s     |
| 8.               | Laurens Huys       | Belgien            | Intermarché-Circus-Wanty | + 51 min 03 s     |
| 9.               | Brandon McNulty    | Vereinigte Staaten | UAE Team Emirates        | + 1 h 06 min 28 s |
| 10.              | Marco Frigo        | Italien            | Israel-Premier Tech      | + 1 h 23 min 21 s |

| Mannschaftswertung | Mannschaftswertung    | Mannschaftswertung           | Mannschaftswertung |
| Team               | Team                  | Land                         | Zeit               |
| ------------------ | --------------------- | ---------------------------- | ------------------ |
| 1.                 | Bahrain Victorious    | Bahrain                      | 247 h 56 min 00 s  |
| 2.                 | Ineos Grenadiers      | Vereinigtes Königreich       | + 16 min 22 s      |
| 3.                 | Jumbo-Visma           | Niederlande                  | + 30 min 40 s      |
| 4.                 | UAE Team Emirates     | Vereinigte Arabische Emirate | + 51 min 53 s      |
| 5.                 | AG2R Citroën Team     | Frankreich                   | + 1 h 21 min 30 s  |
| 6.                 | Bora-Hansgrohe        | Deutschland                  | + 1 h 25 min 31 s  |
| 7.                 | Astana Qazaqstan Team | Kasachstan                   | + 1 h 31 min 44 s  |
| 8.                 | Team Jayco AlUla      | Australien                   | + 1 h 32 min 51 s  |
| 9.                 | Israel-Premier Tech   | Israel                       | + 1 h 51 min 54 s  |
| 10.                | EF Education-EasyPost | Vereinigte Staaten           | + 2 h 16 min 51 s  |